# Tetrameranthus laomae
Tetrameranthus laomae là loài thực vật có hoa thuộc họ Na. Loài này được D.R. Simpson miêu tả khoa học đầu tiên năm 1975.